# Tokyo Sexwale
Tokyo Sexwale [sɛˈxwɑːlɛ], född 5 mars 1953 i Soweto, Sydafrika, är en sydafrikansk idrottsledare, diamantmiljardär, African National Congress-medlem och tidigare antiapartheidaktivist.
Sexwale satt fängslad på Robben Island i 13 år samtidigt som Nelson Mandela. Han var en av de påtänkta efterträdarna till Mandela på presidentposten i slutet av 1990-talet, men lämnade politiken när posten 1999 gick till Thabo Mbeki. Sexwale blev mycket snabbt en av Sydafrikas ledande industrimän i gruvnäringen, vilket gjorde honom till miljardär. Han köpte 2008 Quilalea, en mindre ö utanför Moçambiques kust. Sexwale återvände 2009 till politiken och satt i president Jacob Zumas regering som bostadsminister tills han blev avskedad i juli 2013.
Sexwale satt i organisationen bakom VM-slutspelet i Sydafrika 2010. Han var 2016 en av kandidaterna till att efterfölja Sepp Blatter på posten som Fifa-ordförande, men hade inte stöd från Afrikanska fotbollsförbundet och lämnade sin kandidatur innan omröstningen.